# Test de Rorschach

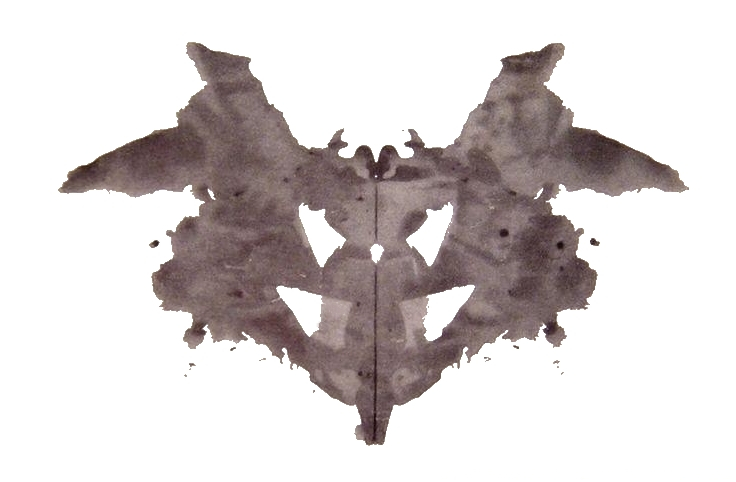
La primera de les deu làmines del test de Rorschach.

El test de Rorschach [rrór-shaj] és una tècnica i mètode projectiu de psicodiagnòstic creat per Hermann Rorschach (1884-1922). Es va publicar per primera vegada en 1921 i va arribar a una àmplia difusió no només entre la comunitat psicoanalítica.
El test s'utilitzava principalment per a avaluar la personalitat. Consisteix en una sèrie de 10 làmines que presenten taques de tinta, les quals es caracteritzen per la seva ambigüitat i falta d'estructuració. El psicòleg demana al subjecte que digui què podrien ser les imatges que veu en les taques, com quan un identifica coses en els núvols o en les brases. A partir de les seves respostes, l'especialista pot establir o contrastar hipòtesis sobre el subjecte.
El test de Rorschach consisteix en una sèrie de deu làmines sobre les que hi ha impreses taques simètriques de tinta, formes ambigües que no representen res. El pacient veu en la imatge el que ell "necessita" veure, és a dir, les seues ansietats, inadaptacions, conflictes, de manera que el psicoanalista pot avaluar els impulsos, els desitjos i les aversions del pacient.